# Keje Molenaar
Cornelis Ignatius Maria (Keje) Molenaar (Volendam, 29 september 1958) is een Nederlands advocaat en voormalig Nederlands profvoetballer.

## Biografie
Molenaar speelde achtereenvolgens voor FC Volendam (1977-80), Ajax (1980-84), opnieuw FC Volendam (1984-85), Feyenoord (1985-88) en SVV (1988-90). Op 21 mei 1980 werd bekend dat Molenaar vanaf 1 juli 1980 bij Ajax zou spelen, in ieder geval tot en met 30 juni 1983. Molenaar zou tot en met 30 juni 1984 bij Ajax blijven voetballen. Met Ajax won hij het landskampioenschap twee keer zeer overtuigend (1981-1982 en 1982-1983, doelsaldi +75 (117-42), +65 (106-41)) en de beker eenmaal (1982-1983). In 1980-1981 kwam Ajax ook ver in het KNVB Bekertoernooi, maar werd de bekerfinale verloren (Ajax-AZ'67 1-3). Ook speelde Molenaar mee in de kampioenswedstrijd Ajax-AZ'67 3-2 op 15 mei 1982, een week voor het slot van het seizoen 1981-82, waarin hij eenmaal een assist gaf aan Dick Schoenaker, die scoorde. Ook Molenaar zelf scoorde in dit duel. Voorts speelde Molenaar mee in de historische competitiewedstrijd Ajax-Feyenoord 8-2 op 18 september 1983. Hij scoorde in deze wedstrijd, na een hoekschop bij de rechter cornervlag van Jesper Olsen, die de bal hoog opwipte, koppend het beslissende 4-2-doelpunt, het breekpunt in de wedstrijd. 
De bal dwarrelde met een boog linksonder in het doel achter tegen het linkerzijnet, en vervolgens linksonder tegen het achternet. Daarna liep Ajax ver uit op Feyenoord, en won met 6 goals verschil. Feyenoord ging, onder aanvoering van de van Ajax naar Feyenoord overgekomen Cruijff 3-3-4 spelen, alles op alles, waardoor veel ruimte voor de superieure Ajax-voorhoede Vanenburg-van Basten-Jesper Olsen ontstond en Ajax Feyenoord goed kon uitcounteren. Molenaar eindigde met Ajax tussen 1980/81 en 1983/84 achtereenvolgens op de posities 2, 1, 1 en 3 in de eredivisie (doelsaldi +34 (88-54), +75 (117-42), +65 (106-41), +54 (100-46); 18 eredivisieclubs, 34 speelronden per seizoen). In 1983/84 werd de tweede plaats op een haar na gemist, op een verschil van 1 qua punten en 2 qua doelsaldo: 2de, PSV 52 punten (van de 68 maximaal haalbare), doelsaldo +56 (88-32); 3de, Ajax 51 punten, doelsaldo +54 (100-46). Bij Ajax (juli 1980-juni 1984) verwierf Molenaar faam als zeer offensieve, stijlvolle, opkomende rechtervleugelverdediger, die constructief en offensief sterk was.
Bij Ajax speelde Molenaar samen met onder anderen Frank Arnesen, Martin van Geel, Henning Jensen, Jan Weggelaar (t/m 1981); Piet Hamberg, Tscheu La Ling, Martin Wiggemansen (t/m 1982); Søren Lerby, Wim Kieft, Johan Cruijff (t/m 1983); Dick Schoenaker, Peter Boeve, Edo Ophof, Hans Galjé, Frank Rijkaard, Gerald Vanenburg, Sonny Silooy, Jesper Olsen, John van 't Schip, Marco van Basten, Jan Mølby, Winston Haatrecht, Felix Gasselich, Ronald Koeman, John Bosman en Stanley Menzo (t/m 1984). Ajax-trainers waren toen successievelijk Leo Beenhakker, Johan Cruijff (technisch adviseur), Aad de Mos (interim), Kurt Linder en opnieuw Aad de Mos; bekende bestuursleden waren toen Ton Harmsen, Arie van Eijden en SONY-man Anton Brandsteder, de vader van Ron Brandsteder.

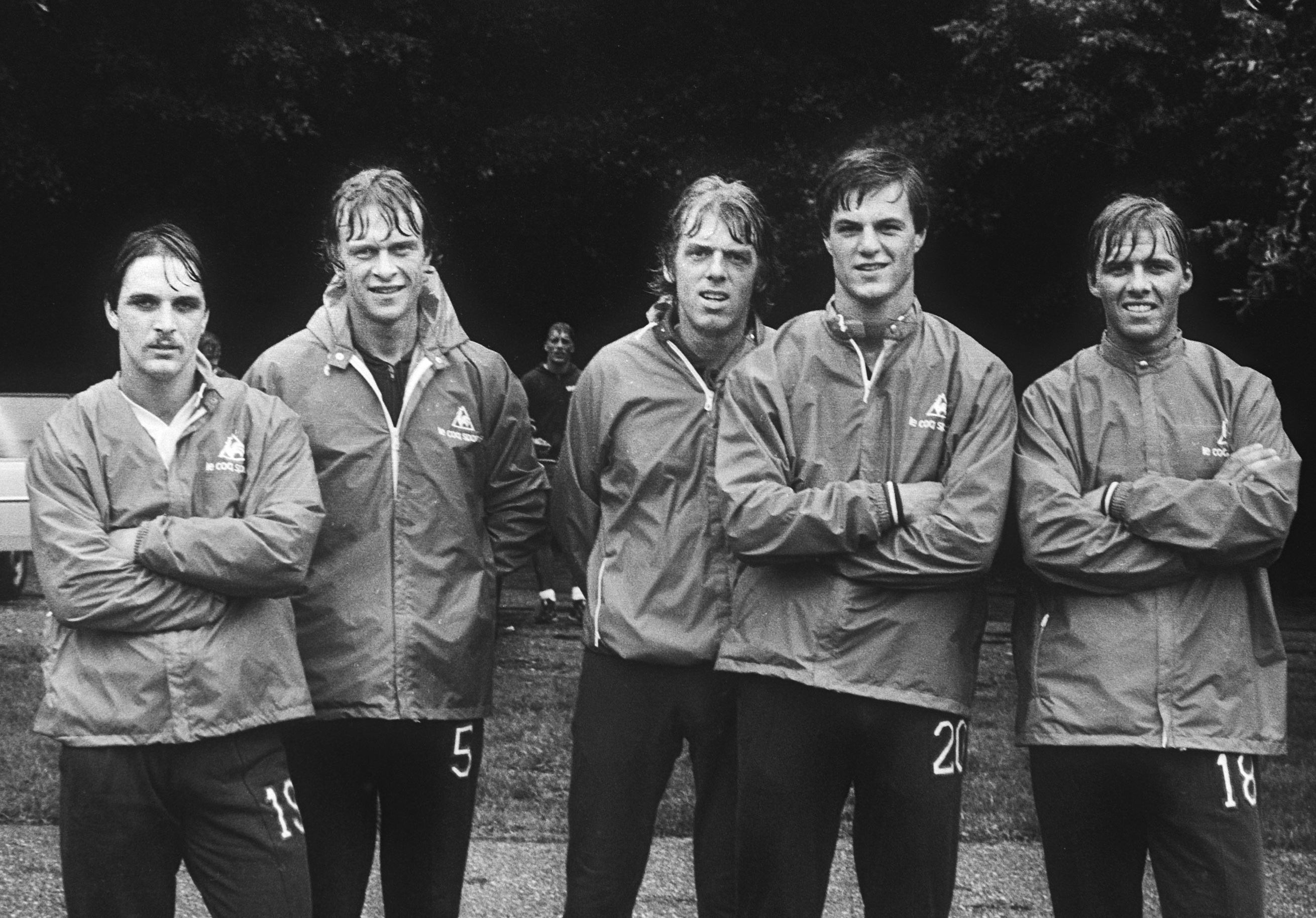
14-7-1980: Ajax-trainer Leo Beenhakker (midden), geflankeerd door zijn aankopen Edo Ophof, Sten Ziegler (beiden links), Hans Galjé en Keje Molenaar (beiden rechts).

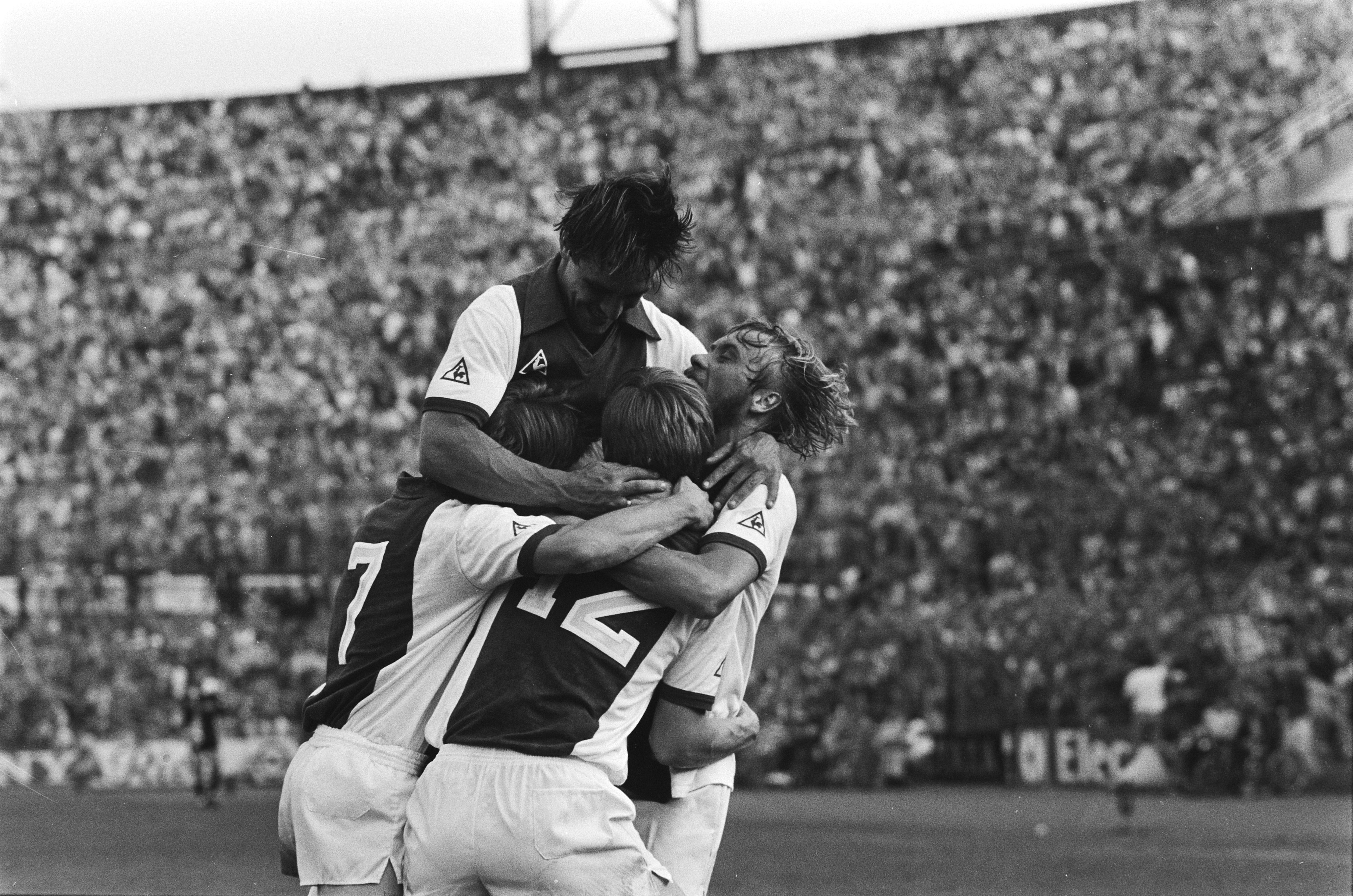
15-5-1982 Ajax-AZ'67 3-2. Ajax 1 ronde, 1 week voor het slot van de competitie kampioen 1981/82 met doelsaldo +73 (114-41) uit 33 duels. Vreugde rond Keje Molenaar (12), nadat hij Ajax voor het eerst in de wedstrijd op voorsprong heeft gezet: 2-1. Links Jesper Olsen (7), boven Edo Ophof, rechts Dick Schoenaker.

Molenaar speelde twee interlands, waarvan hij eenmaal in de basis startte. Zijn debuut maakte hij op 11 oktober 1980 thuis tegen West-Duitsland (1-1). In deze wedstrijd viel hij in de 84e minuut in. Bijna een jaar later (1 september 1981) speelde hij voor de eerste en enige keer in de basisopstelling van Oranje. Deze wedstrijd speelde Nederland uit tegen Zwitserland (2-1-nederlaag). Beide interlands van Molenaar waren vriendschappelijke wedstrijden.
Molenaar werd in 1990 beëdigd als advocaat.

### Ledenraad Ajax
Op 14 december 2010 werd Molenaar gekozen in de ledenraad van Ajax, net als zijn oud-ploeggenoten Peter Boeve en Dick Schoenaker. Dit gebeurde na een oproep van Johan Cruijff om meer oud-voetballers in de ledenraad te krijgen. Oud-ploeggenoot Edo Ophof trok zich op het allerlaatste moment terug. Hij vervulde een rol in een commissie, die de aandelen van profvoetbalclub NEC Nijmegen beheerde. Van de KNVB mocht niemand functies bij twee verschillende profclubs hebben. Tot ver in de 2010'er jaren bleef Molenaar bij zijn voormalige club Ajax betrokken. Als lid van de ledenraad communiceerde hij veel met de pers.

### Management FC Volendam
Sinds 2019 was Keje Molenaar betrokken bij zijn voormalige club FC Volendam, als adviseur. Op 24 februari 2023 trok Molenaar zich terug.

## Clubstatistieken
| Seizoen | Club        | Competitie     | Duels | Goals |
| ------- | ----------- | -------------- | ----- | ----- |
| 1977/78 | FC Volendam | Eredivisie     | 25    | 5     |
| 1978/79 | FC Volendam | Eredivisie     | 28    | 2     |
| 1979/80 | FC Volendam | Eerste divisie | 36    | 15    |
| 1980/81 | AFC Ajax    | Eredivisie     | 13    | 4     |
| 1981/82 | AFC Ajax    | Eredivisie     | 19    | 7     |
| 1982/83 | AFC Ajax    | Eredivisie     | 27    | 3     |
| 1983/84 | AFC Ajax    | Eredivisie     | 22    | 2     |
| 1984/85 | FC Volendam | Eredivisie     | 32    | 2     |
| 1985/86 | Feyenoord   | Eredivisie     | 34    | 6     |
| 1986/87 | Feyenoord   | Eredivisie     | 33    | 5     |
| 1987/88 | Feyenoord   | Eredivisie     | 26    | 0     |
| 1988/89 | Feyenoord   | Eredivisie     | 6     | 0     |
| 1988/89 | SVV         | Eerste divisie | 23    | 1     |
| 1989/90 | SVV         | Eerste divisie | 0     | 0     |
| Totaal  | Totaal      | Totaal         | 324   | 52    |

## Erelijst
Ajax
- Landskampioen

1981/82,1982/83
- Runner-up Eredivisie (2de)

1980/81
- KNVB Beker

1982/83
- Runner-up KNVB Beker (2de)

1980/81

## Privé
Molenaars zoon Jip kwam als profvoetballer uit voor FC Volendam en Telstar.
Molenaars dochter was getrouwd met Oranje-international Matthijs de Ligt.